# نقاش إستراتيجي
النقاش الإستراتيجي هو كيفية استخدام اللغة لتحقيق أقصى قدر من الفهم المشترك بوعي وبتأنٍ لصياغة الكلام وطرح الأسئلة وإعطاء الإجابات ووضع حديث الآخر في كلماتنا الخاصة، وذلك باستخدام مثال ملموس وسرد القصص لتوضيح المعنى. وقد أنشأ هذه الطريقة من الاتصال التنظيمي أو التجاري ريتشارد إي هيمان إي دي .